# Kûbaard
Kûbaard (en néerlandais : Kubaard) est un village de la commune néerlandaise de Súdwest-Fryslân, situé dans la province de Frise. 

## Géographie
Le village est situé dans le centre de la Frise, à 8 km au nord-est de Bolsward. Il comprend les hameaux De Grits et Zwarte Beien.

## Histoire
L'origine du village remonte au moins au XIIIe siècle et est alors connu sous le nom de Cubawerth  qui signifierait qu'il était situé sur une hauteur habitée (werth) appartenant à une personne appelée Cuba.
Le village appartient à la commune d'Hennaarderadeel avant le 1er janvier 1984, où celle-ci est intégrée à la commune de Littenseradiel. Le 1er janvier 2018, cette dernière est à son tour supprimée et Kûbaard rattaché à Súdwest-Fryslân.

## Démographie
En 2021, la population s'élevait à 230 habitants.

## Culture
Kûbaard est habité par de nombreux artistes (peintres, sculpteurs, etc.), aussi bien professionnels qu'amateurs qui, lors de manifestations périodiques, ouvrent leurs ateliers au public.